# Hidalgo (Coahuila)
Hidalgo es una comunidad del estado mexicano de Coahuila. Está situado en la región noreste del estado en la frontera con Texas al norte de la Zona Metropolitana Nuevo Laredo–Laredo. Según el censo INEGI del 2005 hay 1.516 habitantes en el municipio.

## Comunidad
En sus inicios no había tanta población como hoy en día, muchos habitantes llegaron desde la ciudad de torreón, Coahuila, y es cuando empezó la población en aumento con los denominados "mieleros" dichos así porque la mayoría viajaba desde un rancho a las afueras de torreón, llamado "Mieleras, Coahuila". Actualmente se cuenta con una sola institución educativa de cada nivel académico exceptuando la Universidad. La aspiración de jóvenes estudiantes quienes quieren superarse profesionalmente por lo regular se tienen que salir a estudiar fuera ya que en el municipio aun no se cuenta con ese nivel educativo de manera presencial. En los últimos años las cantidades de alumnos egresados de cada institución ha ido en aumento y actualmente se tiene el doble de los que se tenían en el año 2012 por cada escuela. Las personas se dedican generalmente al campo, la agricultura, quienes no, trabajan en los municipios colindantes,en la aduana de Colombia Nuevo León, o las Arenas Cílicas de Canoitas, la única fuente de trabajo dentro del pueblo es la presidencia Municipal.

## Geología
El municipio de Hidalgo se localiza en el noreste del estado de Coahuila, en las coordenadas 99°52´32” longitud oeste y 27°47´20” latitud norte, a una altitud de 184 metros sobre el nivel del mar. Limita al norte con el municipio de Guerrero; al sur con el estado de Nuevo León, al noreste con los Estados Unidos, al oeste con el municipio de Guerrero y al suroeste con el de Juárez. El municipio cuenta con una superficie de 1,619.8 kilómetros cuadrados. El suelo del municipio es plano en general, correspondiente a las grandes llanuras del Bravo. Se extiende del noreste al sureste de todo el municipio el río Bravo, proveniente del municipio de Guerrero, y forma el límite con los Estados Unidos. Colinda al noroeste con el municipio de Guerrero, Coahuila; y al sur y sureste con el municipio de Aáhuac, Nuevo León, particularmente con el poblado de Colombia.

## Clima
El clima al norte del municipio es de subtipos semisecos, semicálidos; el centro y sur registra subtipos de clima secos muy cálidos y cálidos; la temperatura media anual es de 22 a 24 °C y la precipitación media anual se encuentra en el rango de los 400 a 500 milímetros, con régimen de lluvias en los meses de mayo, junio, julio, agosto, septiembre, octubre y noviembre; los vientos predominantes soplan en dirección suroeste a velocidades de 19 a 25 km/h. La frecuencia de heladas es de 0 a 20 días y granizadas de 0 a 1 días.